# Unus
Unus l'intoccabile (o più semplicemente Unus), il cui vero nome è Angelo Unuscione, è un personaggio dei fumetti creato da Stan Lee (testi) e Jack Kirby (disegni), pubblicato dalla Marvel Comics. La sua prima apparizione è in X-Men (prima serie) n. 8 (novembre 1964).

## Biografia del personaggio
Unus nasce a Milano e poi si trasferisce negli Stati Uniti d'America, dove diventa un amico del mutante Blob e cambia il suo nome in Gunther Bain, quando si unisce alla Confraternita dei mutanti malvagi insieme allo stesso Blob. In seguito al fallimento del gruppo si unì al Fattore Tre, ma fu sconfitto dagli X-Men. Anni dopo, prima di ritirarsi, decise di effettuare un ultimo disperato attacco agli X-Men, ma rimase ucciso a causa del suo campo di forza, che si strinse attorno a lui, soffocandolo ed uccidendolo.
Anni dopo, durante il crossover Massacro mutante, egli si risvegliò misteriosamente a Genosha. Sopravvisse sia al massacro mutante che all'attacco delle sentinelle anni dopo. Decide comunque di rimanere a Genosha. Perde i poteri dopo House of M, ma li riguadagna grazie a Quicksilver, però, nel creare un campo di forza, ne rimane ucciso perché esso si lega nuovamente attorno a lui, non permettendogli di respirare.

## Poteri e abilità
Unus l'intoccabile possiede il potere di generare una barriera psionica di energia intorno al suo corpo. Questa energia serve a spinger via o deflettere gli oggetti vicini. Unus può respingere raggi di energia, oggetti con una grande massa o che viaggiano a una grande velocità e la telepatia, compresa quella di Charles Xavier.